# Thomas Monarch
Thomas Monarch (Owensboro, Kentucky, 29 mei 1912 - aldaar, 1 april 1964) was een Formule 1-coureur uit de Verenigde Staten. Hij nam deel aan de Grand Prix van Mexico in 1963 voor het team Lotus, maar verscheen niet aan de start.